# Fábio de Mello (coreógrafo)
Fábio Ferreira de Mello (Rio de Janeiro, 26 de fevereiro de 1963 – Nova Friburgo, 28 de janeiro de 2025) foi um coreógrafo, diretor teatral e de ópera e iluminador teatral brasileiro. Formado pelo Conservatório de Amsterdam como coreógrafo e encenador de espetáculos de dança, teatro e ópera, recebeu os maiores prêmios da cultura nacional em sua área de atuação.
Foi fundador e diretor do Ballet Contemporâneo do Rio de Janeiro e da Companhia Ópera do Movimento. Trabalhou com os principais nomes da dança no Brasil, como Ana Botafogo e Marcelo Misailidis. Também trabalhou por oito anos com Hans Donner na criação e direção de aberturas de programas da TV Globo; foi parceiro de Sérgio Britto em inúmeras montagens teatrais e musicais; diretor convidado de companhias de dança em todo o Brasil e no exterior; diretor convidado da Fundação Ópera Brasil. Ministrou cursos especiais e apresentou seus trabalhos de encenador em Amsterdam, Nova Iorque, Barcelona e em diversas capitais brasileiras.
Entre suas principais realizações estão espetáculos de sucesso como Iluminações, Canção da Terra, Quintana, Drácula, A Ópera de Vidro, Nijinsky, Noite Transfigurada, entre outros. Dirigiu montagens de La Traviata, Cavalleria Rusticana, Pagliacci e Porgy and Bess, e adaptou para o balé moderno alguns clássicos do repertório operístico, como Carmen, O Guarani, O Castelo de Barba-Azul e Salomé.
Em 1992 iniciou sua carreira no carnaval carioca como coreógrafo de comissão de frente de escola de samba, se tornando um dos mais premiados do ramo. Fez história na Imperatriz Leopoldinense, onde esteve de 1992 a 2007, conquistando nota máxima dos jurados do carnaval por doze vezes, além de cinco prêmios do Estandarte de Ouro. Fora da Imperatriz, teve passagens por Beija-Flor, Unidos do Viradouro e Mocidade Independente de Padre Miguel, onde conquistou mais um Estandarte. Retornou à Imperatriz em 2015, conquistando seu sétimo Estandarte de Ouro. Fábio morreu em 28 de janeiro de 2025, aos 61 anos de idade. O coreógrafo tinha Síndrome de Guillain-Barré, um distúrbio autoimune que ataca os nervos do corpo.

## Biografia
Fábio Ferreira de Mello nasceu a 26 de fevereiro de 1963 na cidade do Rio de Janeiro. Formou-se coreógrafo pelo Conservatório de Amsterdam. Foi fundador e diretor do Ballet Contemporâneo do Rio de Janeiro e da Companhia Ópera do Movimento, trabalhando com os principais nomes da dança no Brasil. 

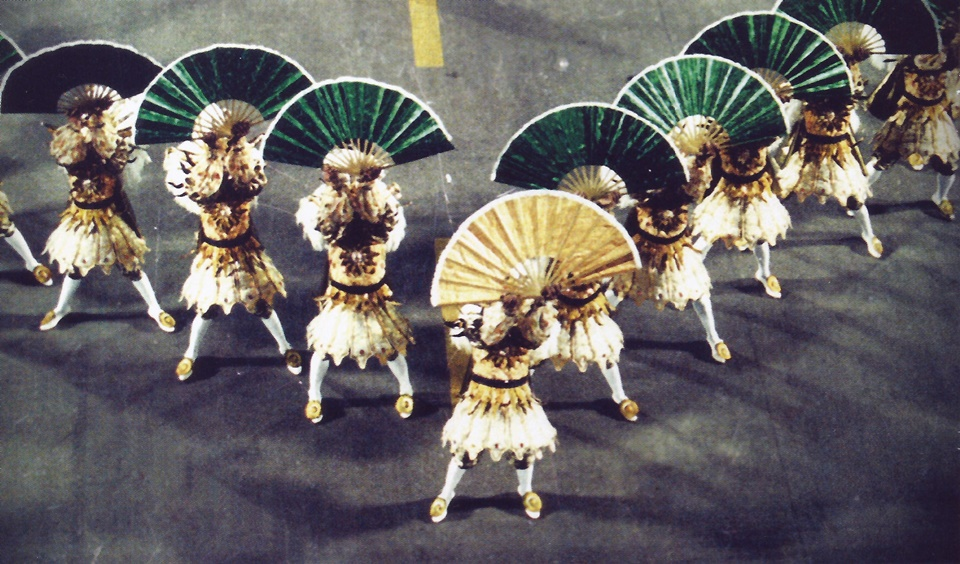
Comissão de frente da Imperatriz em 1994.

### 1992-2007: Trajetória de sucesso na Imperatriz
Em 1991, Rosa Magalhães, carnavalesca da Imperatriz Leopoldinense, fazia os figurinos para um espetáculo dirigido por Fábio de Mello, quando convidou o coreógrafo para dirigir a comissão de frente da escola de samba. Foi o início de uma parceria premiada e vitoriosa, que revolucionou a estética das comissões de frente no carnaval carioca. As coreografias de Fábio, com movimentos sequenciais, unidas aos figurinos requintados de Rosa, conquistaram a nota máxima dos jurados do carnaval por doze anos, além de cinco Estandartes de Ouro, conquistados nos carnavais de 1993, 1995, 1997, 2000 e 2006. Outra marca do coreógrafo era a utilização de grandes objetos como as máscaras de 1993, os leques de 1994, as sombrinhas de 1995, e os falsos violinos de 1996. Fábio não gostava de usar bailarinos profissionais para não perder a essência da proposta no samba, preferindo trabalhar com dançarinos da comunidade da escola. Com Fábio, a Imperatriz foi campeã do carnaval em 1994, 1995, 1999, 2000 e 2001. As comissões de Fábio na Imperatriz receberam nota máxima dos jurados de 1992 a 2002. Após perder pontos nos carnavais de 2003 e 2004, as comissões do coreógrafo voltaram a receber nota máximas no carnaval de 2005. Após perder pontos em 2006 e 2007, a Imperatriz demitiu o coreógrafo.

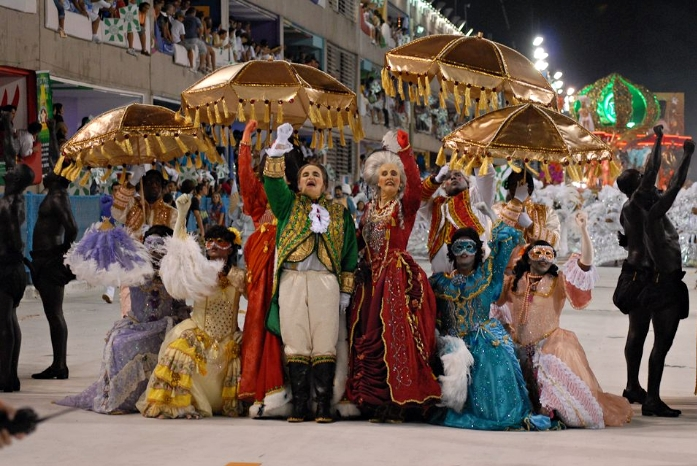
A premiada comissão da Mocidade de 2008.

### 2008-2015: Outras escolas e retorno à Imperatriz
No carnaval de 2008, Fábio assinou a comissão de frente da Mocidade Independente de Padre Miguel. Apesar de não conquistar a nota máxima do júri, a comissão recebeu diversas premiações. No mesmo ano estreou no grupo de acesso, coreografando a comissão da Estácio de Sá no Grupo A (segunda divisão do carnaval). Para o carnaval de 2009, a Mocidade Independente renovou o contrato com Fábio de Mello; depois, anunciou a demissão do coreógrafo; e, por fim, voltou atrás, mantendo o Fábio na escola. Com um desfile problemático, a Mocidade se classificou em penúltimo lugar e a comissão de Fábio perdeu mais de um ponto no julgamento oficial, sendo o pior desempenho de sua carreira carnavalesca. Após o carnaval, Fábio anunciou sua saída da Mocidade.
"Muita gente pensou que eu fosse acabar sem a Rosa Magalhães depois que saí da Imperatriz. Como ganhei o Estandarte de Ouro pela Mocidade em 2008, acho que isso incomodou algumas pessoas. Sei que muitos não sabem, mas em 2009, na véspera do desfile, tive que comprar sapatos para a comissão de frente no Mercadão de Madureira, pois simplesmente esqueceram dos sapatos da comissão de frente. Sei que aquele trabalho deixou a desejar totalmente. Porém, tudo o que foi planejado sumiu ao longo do desenvolvimento".
—Fábio de Mello, sobre a saída da Imperatriz e o desfile de 2009.

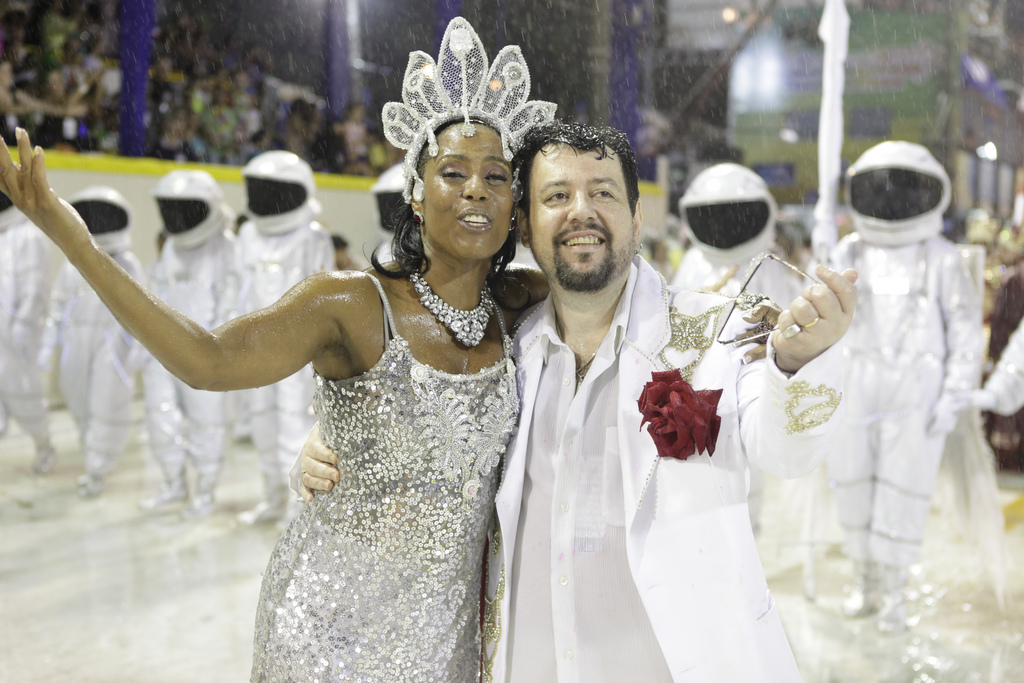
Fábio, ao lado de Dill Costa, e à frente de sua comissão no desfile da Viradouro em 2011.

Ainda em 2009, Fábio coreografou a comissão de frente da Inocentes de Belford Roxo no Grupo A. No carnaval de 2010, Fábio não coreografou nenhuma comissão, apenas foi homenageado no desfile da Grande Rio, que teve como tema desfiles marcantes dos 25 anos do Sambódromo do Rio. No carnaval de 2011, Fábio coreografou a comissão de frente da Viradouro no Grupo A. A comissão recebeu o prêmio Estrela do Carnaval, mas perdeu pontos no julgamento oficial do carnaval e o coreógrafo foi demitido da escola. No mesmo ano foi contratado pela Beija-Flor para assumir a comissão de frente da escola no carnaval de 2012, onde enfrentou problemas durante o desfile. O tripé que acompanhou a comissão teve dificuldade para entrar na pista e a comissão não se apresentou no primeiro módulo de jurados. Após dois anos afastado do carnaval, Fábio retornou à Imperatriz Leopoldinense no carnaval de 2015, conquistando seu sétimo Estandarte de Ouro.

### 2016-presente: Críticas ao carnaval e problemas de saúde
Fora do carnaval, Fábio fez críticas à espetacularização das comissões de frente. Segundo o coreógrafo, ele tentou resistir ao novo modelo de comissões que, em sua visão, formam um espetáculo à parte do restante da escola, mas desistiu quando se viu obrigado a mudar o próprio estilo. A partir de 2017, passou a viver de forma mais intensa com problemas decorrentes da Síndrome de Guillain-Barré, um processo inflamatório que ataca os nervos do corpo, podendo gerar perdas de sensibilidade e força muscular. Após sofrer um golpe financeiro de uma pessoa próxima, o coreógrafo mudou de Copacabana para uma casa humilde, em uma área rural de Nova Friburgo. Sem trabalhar, por cauda da doença, dependia do auxílio de familiares, que custeavam as medicações e uma cuidadora. Em 2022, os familiares de Fábio lançaram uma campanha nas redes sociais para arrecadar dinheiro para ajudar no tratamento do coreógrafo. Além da Guillan Barré, Fábio possuia hipertensão e epilepsia.

### Morte
Fábio morreu em Nova Friburgo, no dia 28 de janeiro de 2025, aos 61 anos de idade.

## Comissões de frente

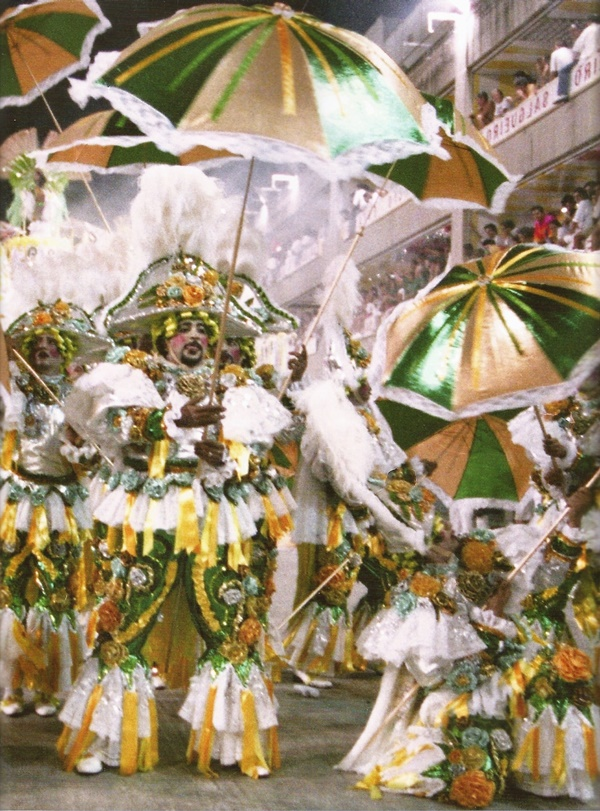
A premiada comissão de frente da Imperatriz do carnaval de 1995.

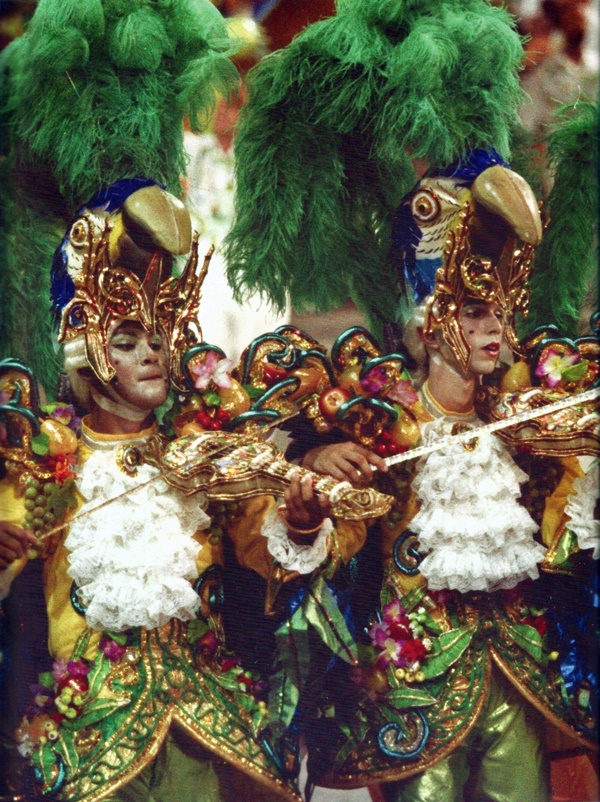
Comissão da Imperatriz em 1996.

Comissões de frente coreografadas por Fábio de Mello e as notas recebidas no carnaval.
| Legenda: N Escola foi campeã 0 Nota descartada * Sem informação disponível |

| Ano  | Escola                                | Divisão  | Colocação   | Notas | Notas | Notas | Notas | Notas | Ref.   |
| ---- | ------------------------------------- | -------- | ----------- | ----- | ----- | ----- | ----- | ----- | ------ |
| 1992 | Imperatriz Leopoldinense              | Especial | 3.º lugar   | 10    | 10    | 10    | -     | -     | [ 16 ] |
| 1993 | Imperatriz Leopoldinense              | Especial | Vice-campeã | 10    | 10    | 10    | -     | -     | [ 17 ] |
| 1994 | Imperatriz Leopoldinense              | Especial | Campeã      | 10    | 10    | 10    | -     | -     | [ 18 ] |
| 1995 | Imperatriz Leopoldinense              | Especial | Campeã      | 10    | 10    | 10    | 10    | 10    | [ 19 ] |
| 1996 | Imperatriz Leopoldinense              | Especial | Vice-campeã | 10    | 10    | 10    | 10    | 10    | [ 20 ] |
| 1997 | Imperatriz Leopoldinense              | Especial | 6.º lugar   | 10    | 10    | 10    | 10    | -     | [ 21 ] |
| 1998 | Imperatriz Leopoldinense              | Especial | 3.º lugar   | 10    | 10    | 10    | 10    | 10    | [ 22 ] |
| 1999 | Imperatriz Leopoldinense              | Especial | Campeã      | 10    | 10    | 10    | -     | -     | [ 23 ] |
| 2000 | Imperatriz Leopoldinense              | Especial | Campeã      | 10    | 10    | 10    | -     | -     | [ 24 ] |
| 2001 | Imperatriz Leopoldinense              | Especial | Campeã      | 10    | 10    | 10    | -     | -     | [ 25 ] |
| 2002 | Imperatriz Leopoldinense              | Especial | 3.º lugar   | 10    | 10    | 10    | 10    | -     | [ 26 ] |
| 2003 | Imperatriz Leopoldinense              | Especial | 4.º lugar   | 10    | 10    | 9,5   | 10    | -     | [ 27 ] |
| 2004 | Imperatriz Leopoldinense              | Especial | 5.º lugar   | 10    | 10    | 10    | 9,9   | -     | [ 28 ] |
| 2005 | Imperatriz Leopoldinense              | Especial | 4.º lugar   | 10    | 10    | 10    | 10    | -     | [ 29 ] |
| 2006 | Imperatriz Leopoldinense              | Especial | 9.º lugar   | 9,8   | 9,9   | 9,9   | 9,9   | -     | [ 30 ] |
| 2007 | Imperatriz Leopoldinense              | Especial | 9.º lugar   | 10    | 10    | 9,8   | 10    | -     | [ 31 ] |
| 2008 | Mocidade Independente de Padre Miguel | Especial | 8.º lugar   | 9,9   | 9,9   | 9,9   | 9,8   | -     | [ 32 ] |
| 2008 | Estácio de Sá                         | Grupo A  | 7.º lugar   | 9,9   | 9,9   | 9,9   | 9,9   | -     | [ 33 ] |
| 2009 | Mocidade Independente de Padre Miguel | Especial | 11.º lugar  | 9,6   | 9,7   | 9,9   | 9,7   | -     | [ 34 ] |
| 2009 | Inocentes de Belford Roxo             | Grupo A  | 9.º lugar   | *     | *     | *     | *     | *     | [ 35 ] |
| 2011 | Unidos do Viradouro                   | Grupo A  | Vice-campeã | *     | *     | *     | *     | *     | [ 36 ] |
| 2012 | Beija-Flor                            | Especial | 4.º lugar   | 9,7   | 9,9   | 9,8   | 10    | -     | [ 37 ] |
| 2015 | Imperatriz Leopoldinense              | Especial | 6.º lugar   | 10    | 9,8   | 9,9   | 9,9   | -     | [ 38 ] |

## Títulos e estatísticas
Fábio de Mello participou de cinco campeonatos da Imperatriz Leopoldinense no Grupo Especial do carnaval carioca.
| Divisão        | Campeonato | Ano                          | Vice | Ano        | Terceiro lugar | Ano              |
| -------------- | ---------- | ---------------------------- | ---- | ---------- | -------------- | ---------------- |
| Grupo Especial | 5          | 1994, 1995, 1999, 2000, 2001 | 2    | 1993, 1996 | 1              | 1992, 1998, 2002 |

## Premiações
Abaixo, a lista de prêmios recebidos por Fábio de Mello em sua carreira no carnaval.
- Estandarte de Ouro

1. 1993 - Melhor comissão de frente (Imperatriz)[39]
2. 1995 - Melhor comissão de frente (Imperatriz)[40]
3. 1997 - Melhor comissão de frente (Imperatriz)[41]
4. 2000 - Melhor comissão de frente (Imperatriz)[42]
5. 2006 - Melhor comissão de frente (Imperatriz)[43]
6. 2008 - Melhor comissão de frente (Mocidade)[44]
7. 2015 - Melhor comissão de frente (Imperatriz)[45]

- Estrela do Carnaval

1. 2011 - Melhor comissão de frente (Viradouro)[46][47]

- Plumas & Paetês Cultural

1. 2008 - Melhor coreógrafo (Mocidade)[48]

- Tamborim de Ouro

1. 2008 - Melhor comissão de frente (Mocidade)[49]

- Troféu Andarilho do Samba

1. 2008 - Melhor comissão de frente (Mocidade)[50]

- Troféu Papa-Tudo Manchete

1. 1995 - Melhor comissão de frente (Imperatriz) [51]
2. 1997 - Melhor comissão de frente (Imperatriz)[52]